# Đuro Blažeka
Đuro Blažeka, hrvaški jezikoslovec, leksikograf, strokovnjak za kajkavščino, * 8. april 1968, Prelog.
Rodil se je v Medžimurju, očetu Aleksu Blažeki in materi Emiliji Sinko. Otroštvo je preživel v Čehovcu. Osnovno šolo je obiskoval v Prelogu. Srednjo šolo je končal v Varaždinu na pravniški smeri. Leta 1992 je diplomiral iz kroatistike in južnoslovanske filologije v Zagrebu. Po diplomi se je vpisal na Filozofsko fakulteto v Zagrebu in nadaljeval svoj študij kroatistike. Doktorsko disertacijo je napisal o medžimursko-kajkavskih govorih (2004). Od 1992 do 1999 je bil učitelj hrvaščine v zagrebških srednjih šolah. Od 1998 je učiteljeval v jezikoslovnem kolegiju kroatiske v Čakovcu. Od 1. oktobra 2006 do 11. novembra 2008 je bil dekan, potem pa pomožni dekan Pedagoške fakultete v Zagrebu.
Blažeka je pomemben raziskovalec kajkavščine, ki je sodeloval pri pisanju veliko narečnih slovarjev kajkavščine predvsem iz Medžimurja in podravskega območja.